# Mother Ship
Mother Ship (с англ. — «плавучая база, космический корабль-носитель») — альбом американского джазового органиста Ларри Янга. Альбом записан Руди Ван Гелдером 7 февраля 1969 года, но не выпускался до 1980 года.

## Особенности
Альбом в целом выдержан в стилистике, близкой хард-бопу. Для записи Ларри Янг собрал квартет в составе Ли Моргана (труба), Герберта Моргана (тенор-саксофон; не родственник Ли Моргана) и Эдди Глэддена (ударные). Двое последних участвовали также в записях некоторых предшествующих альбомов Янга.

## Отзывы
Mother Ship получил положительную критику. Обозреватели особо отметили титульный трек и развёрнутую 13-минутную композицию «Trip Merchant».
Пользователи Rate Your Music оценили альбом в 3.86 из 5 баллов (56 оценок).

## Список композиций
Слова и музыка всех песен — Ларри Янгом.
| №  | Название        | Длительность |
| -- | --------------- | ------------ |
| 1. | «Mother Ship»   | 7:35         |
| 2. | «Street Scene»  | 6:53         |
| 3. | «Visions»       | 6:41         |
| 4. | «Trip Merchant» | 12:51        |
| 5. | «Love Drops»    | 7:05         |

## Участники
- Ларри Янг — орган
- Ли Морган — труба
- Герберт Морган (Herbert Morgan) — тенор-саксофон
- Эдди Глэдден (Eddie Gladden) — ударные